# 熙州
熙州（きしゅう）は、中国にかつて存在した州。隋代に現在の安徽省安慶市一帯に設置された。

## 魏晋南北朝時代
南朝梁により設置された晋州を前身とする。侯景の乱のとき、晋熙郡に晋州が置かれ、蕭嗣（蕭範の子）が晋州刺史となった。寿春が東魏に占領されると、晋州は豫州と改称された。
555年（天保6年）、北斉の儀同の蕭軌が南朝梁の晋熙城を落とすと、豫州は江州と改称された。
576年（太建8年）、南朝陳により江州の晋熙郡・高塘郡・新蔡郡が分割されて晋州が置かれた。

## 隋代
583年（開皇3年）、隋により晋州は熙州と改称され、3郡4県を管轄した。隋が郡制を廃すると、熙州の属郡の晋熙郡・高塘郡・大雷郡は廃止された。607年（大業3年）に州が廃止されて郡が置かれると、熙州は同安郡と改称され、下部に5県を管轄した。隋代の行政区分に関しては下表を参照。
| 隋代の行政区画変遷 | 隋代の行政区画変遷 | 隋代の行政区画変遷 | 隋代の行政区画変遷 | 隋代の行政区画変遷 | 隋代の行政区画変遷 | 隋代の行政区画変遷                 |
| 区分               | 開皇元年           | 開皇元年           | 開皇元年           | 開皇元年           | 区分               | 大業3年                            |
| ------------------ | ------------------ | ------------------ | ------------------ | ------------------ | ------------------ | ---------------------------------- |
| 州                 | 晋州               | 晋州               | 晋州               | 廬州               | 郡                 | 同安郡                             |
| 郡                 | 晋熙郡             | 高塘郡             | 大雷郡             | 樅陽郡             | 県                 | 懐寧県 太湖県 宿松県 望江県 同安県 |
| 県                 | 懐寧県 太湖県      | 高塘県             | 新治県             | 樅陽県 陰安県      | 県                 | 懐寧県 太湖県 宿松県 望江県 同安県 |

## 唐代
621年（武徳4年）、唐により同安郡は舒州と改められた。742年（天宝元年）、舒州は同安郡と改称された。757年（至徳2載）、同安郡は盛唐郡と改称されたが、同安県は桐城県と改称された。758年（乾元元年）、盛唐郡は舒州の称にもどされた。舒州は淮南道に属し、懐寧・太湖・宿松・望江・桐城の5県を管轄した。

## 宋代
1147年（紹興17年）、南宋により舒州が安慶軍と改められた。1195年（慶元元年）、安慶軍は安慶府に昇格した。安慶府は淮南西路に属し、懐寧・桐城・太湖・宿松・望江の5県と同安監を管轄した。